# Amir Johnson
Amir Jalla Johnson (Los Angeles, 1º maggio 1987) è un ex cestista e allenatore di pallacanestro statunitense, professionista in NBA.

## Carriera
È stato selezionato dai Detroit Pistons al secondo giro del Draft NBA 2005 (56ª scelta assoluta).

## Statistiche

### NBA

#### Regular Season
| Anno      | Squadra            | PG  | PT  | MP   | TC%  | 3P%  | TL%  | RP  | AP  | PRP | SP  | PP   |
| --------- | ------------------ | --- | --- | ---- | ---- | ---- | ---- | --- | --- | --- | --- | ---- |
| 2005-2006 | Detroit Pistons    | 3   | 0   | 13,0 | 70,0 | 66,7 | 100  | 1,3 | 1,0 | 0,0 | 0,7 | 6,7  |
| 2006-2007 | Detroit Pistons    | 8   | 0   | 15,5 | 54,5 | 0,0  | 78,6 | 4,6 | 0,4 | 0,6 | 1,6 | 5,9  |
| 2007-2008 | Detroit Pistons    | 62  | 0   | 12,3 | 55,8 | -    | 67,3 | 3,8 | 0,5 | 0,4 | 1,3 | 3,6  |
| 2008-2009 | Detroit Pistons    | 62  | 24  | 14,7 | 59,5 | -    | 65,7 | 3,7 | 0,3 | 0,3 | 1,0 | 3,5  |
| 2009-2010 | Toronto Raptors    | 82  | 5   | 17,7 | 62,3 | 0,0  | 63,8 | 4,8 | 0,6 | 0,5 | 0,8 | 6,2  |
| 2010-2011 | Toronto Raptors    | 72  | 54  | 25,7 | 56,8 | 0,0  | 78,8 | 6,4 | 1,1 | 0,7 | 1,2 | 9,6  |
| 2011-2012 | Toronto Raptors    | 64  | 43  | 24,3 | 57,6 | 40,0 | 69,0 | 6,4 | 1,2 | 0,5 | 1,1 | 7,1  |
| 2012-2013 | Toronto Raptors    | 81  | 38  | 28,7 | 55,4 | 38,5 | 72,7 | 7,5 | 1,5 | 1,0 | 1,4 | 10,0 |
| 2013-2014 | Toronto Raptors    | 77  | 72  | 28,8 | 56,2 | 30,3 | 63,6 | 6,6 | 1,5 | 0,7 | 1,1 | 10,4 |
| 2014-2015 | Toronto Raptors    | 75  | 72  | 26,4 | 57,4 | 41,3 | 61,2 | 6,1 | 1,6 | 0,6 | 0,8 | 9,3  |
| 2015-2016 | Boston Celtics     | 79  | 76  | 22,8 | 58,5 | 23,3 | 57,0 | 6,4 | 1,7 | 0,7 | 1,1 | 7,3  |
| 2016-2017 | Boston Celtics     | 80  | 77  | 20,1 | 57,6 | 40,9 | 67,0 | 4,6 | 1,8 | 0,6 | 0,8 | 6,5  |
| 2017-2018 | Philadelphia 76ers | 74  | 18  | 15,8 | 53,8 | 31,3 | 61,2 | 4,5 | 1,6 | 0,6 | 0,6 | 4,6  |
| 2018-2019 | Philadelphia 76ers | 51  | 6   | 10,4 | 50,3 | 30,0 | 75,6 | 2,9 | 1,2 | 0,3 | 0,3 | 3,9  |
| Carriera  | Carriera           | 870 | 485 | 21,1 | 57,0 | 33,2 | 67,3 | 5,4 | 1,2 | 0,6 | 1,0 | 7,0  |

#### Playoffs
| Anno     | Squadra            | PG | PT | MP   | TC%  | 3P%  | TL%  | RP  | AP  | PRP | SP  | PP   |
| -------- | ------------------ | -- | -- | ---- | ---- | ---- | ---- | --- | --- | --- | --- | ---- |
| 2008     | Detroit Pistons    | 8  | 0  | 5,4  | 75,0 | 0,0  | 50,0 | 1,6 | 0,1 | 0,0 | 0,4 | 2,6  |
| 2009     | Detroit Pistons    | 3  | 0  | 4,3  | 100  | -    | -    | 1,0 | 0,0 | 0,0 | 0,3 | 0,7  |
| 2014     | Toronto Raptors    | 7  | 7  | 27,3 | 65,4 | 0,0  | 75,0 | 6,0 | 1,0 | 0,4 | 0,6 | 11,0 |
| 2015     | Toronto Raptors    | 4  | 2  | 28,0 | 69,0 | 0,0  | 50,0 | 7,0 | 1,0 | 0,3 | 0,8 | 11,5 |
| 2016     | Boston Celtics     | 6  | 6  | 22,3 | 66,7 | 0,0  | 77,8 | 7,2 | 0,7 | 0,2 | 1,3 | 8,5  |
| 2017     | Boston Celtics     | 14 | 9  | 10,1 | 50,0 | 33,3 | 62,5 | 2,1 | 0,2 | 0,3 | 0,4 | 2,6  |
| 2018     | Philadelphia 76ers | 8  | 1  | 11,8 | 52,4 | -    | 80,0 | 2,9 | 1,1 | 0,3 | 0,1 | 3,3  |
| 2019     | Philadelphia 76ers | 4  | 0  | 5,0  | 100  | -    | -    | 1,3 | 0,5 | 0,3 | 0,0 | 2,0  |
| Carriera | Carriera           | 54 | 25 | 13,9 | 63,7 | 11,1 | 65,4 | 3,5 | 0,6 | 0,2 | 0,5 | 4,9  |

## Palmarès
- McDonald's All-American Game (2005)
- Migliore nella percentuale di tiro NBDL (2006)
- NBA Hustle Award: 1

2018